# Kanton Annemasse-Nord
Kanton Annemasse-Nord is een voormalig kanton van het Franse departement Haute-Savoie. Kanton Annemasse-Nord maakte deel uit van het arrondissement Saint-Julien-en-Genevois en telde 33.272 inwoners in 2007. Het werd opgeheven bij decreet van 13 februari 2014, met uitwerking op 22 maart 2015.

## Gemeenten
Het kanton Annemasse-Nord omvatte de volgende gemeenten:
- Ambilly
- Annemasse (deels, hoofdplaats)
- Cranves-Sales
- Juvigny
- Lucinges
- Machilly
- Saint-Cergues
- Ville-la-Grand